# Stri
Stri (Telugu స్త్రీ Strī; übersetzt: „Frau“) ist ein indischer Spielfilm von K. S. Sethumadhavan aus dem Jahr 1995. Er basiert auf der Kurzgeschichte Padava Prayanam von Palagummi Padmaraju.

## Handlung
Rangi kommt in einer Fähre über die Godavari gefahren und freut sich auf die Entlassung ihres Partners Paddalu aus dem Gefängnis. Er hat nicht auf sie vor dem Gefängnis gewartet, sie findet ihn jedoch an einem nahegelegenen Wasserreservoir. Zu Hause angekommen verwöhnt sie ihn mit Essen und Zigarren und verteidigt ihn vor den Dorffrauen, doch Paddalu ist ein Tunichtgut, der lieber mit seinen Freunden trinkt und fremdgeht, statt ihre Liebe zu erwidern.
Für den örtlichen Zamindar tritt Paddalu gleich am Abend seiner Entlassung nach sechsmonatiger Zwangsunterbrechung wieder als Schauspieler und Sänger in einer Volkstheaterveranstaltung auf. Den Schnaps, den Rangi mit Paddalu zusammen zur Feier seiner Rückkehr trinken wollte, leert er allein; dazu versucht er ihr die Geldbörse zu stehlen und nachts zu seiner Geliebten zu entschwinden, was sie jedoch beides vereitelt. Am nächsten Morgen macht sie ihn dennoch bei der Nebenbuhlerin ausfindig und holt Paddalu gewaltsam zurück.
Beide bitten den Zamindar um Arbeit für Paddalu, doch ihre Hoffnung wird enttäuscht als er ihnen verdeutlicht, dass die Zeiten des Wohlstands für seine Familie längst Vergangenheit sind; sie sich die Erhaltung weder von Haus noch Garten leisten können. Paddalu und Rangi streiten sich darum, wie sie ihren Lebensunterhalt verdienen können. Ihre Ideen der Selbständigkeit sieht er als nicht finanzierbar, seine Ideen von Betrug und Diebstahl findet sie moralisch verwerflich.
Schließlich lassen sie sich unter einem Vorwand auf einem Boot mitnehmen, das Waren transportiert. Der Bootsführer will sie zunächst wieder von Bord schicken, lässt sich aber überreden, sie bis zum Dorf Mandapaka mitzunehmen. Rangi macht sich als Bootsköchin nützlich. Andere Mitreisende sind ein Schriftsteller und ein Angestellter. In der zweiten Nacht übernimmt Rangi das Ruder und als alle anderen schlafen lenkt sie das Boot zum Ufer und Paddalu entwendet einen Teil der Schiffsladung. Rangi bleibt auf dem Boot.
Als der Diebstahl entdeckt wird, ist sie Ziel der Wut des Schiffseigners. Dem Schriftsteller erzählt sie sodann ihre Geschichte. Vorher wirft der Rudermann noch sein Wissen ein, dass sie als junges Mädchen von Paddalu vergewaltigt worden sei und sie seitdem zusammen sind, beide jedoch nicht verheiratet sind und er kein stetes Leben führt. Rangi lässt kein schlechtes Wort gegen Paddalu, weil sie ihn trotz seiner Affäre mit einer anderen Frau „von ganzem Herzen liebt“. Der Rudermann weiß noch zu berichten, dass Paddalu einmal die Hütte mit Rangi drin angezündet hat. Sie findet auch dafür eine Entschuldigung für Paddalu und deckt ihn weiterhin wegen des Diebstahls vom Boot. Mit der Aussicht, dass der Schriftsteller ihre Geschichte in einem Buch verarbeiten könnte, berichtet sie wie sie dem talentierten Schauspieler Paddalu verfallen ist und wie das Aufkommen des Kinos sein Einkommen als Bühnenschauspieler vernichtet hat, so dass er auf Kleinkriminalität angewiesen ist. Ihre psychische Abhängigkeit von Paddalu zeigt sie in der Episode, als sie ihn in ihrer Hütte im Bett mit der anderen Frau entdeckt, ihn zunächst rauswirft, aber seinen Überredungskünsten am Ende doch wieder erliegt. Auf die Frage des Schriftstellers, warum sie trotz seines Verhaltens an ihm klebt, antwortet sie wieder mit strahlenden Augen: „Ich liebe ihn so sehr, er ist ‚mein Mann‘, was soll ich mehr dazu sagen.“ Sie ist davon überzeugt, dass er am Ende doch immer wieder zu ihr zurückkommt. Und sie treiben dem Sonnenaufgang entgegen.

## Sonstiges
Die Filmlieder Yad Unnado und Guddiyenka Sandulo wurden von V. Srinivas und der Schauspielerin und Sängerin Renuka gesungen.
Der Regisseur Sethumadhavan fand nach seinem Megabudget-Flop Nammavar (1994) mit diesem Film wieder zu seinem Image als Arthouse-Regisseur zurück.

## Auszeichnungen
- 43. National Film Awards 1995
  - Bester Film in Telugu für K. S. Sethu Madhavan und NFDC
  - Spezialpreis der Jury für Rohini